# Thorvaldsenmedaljen

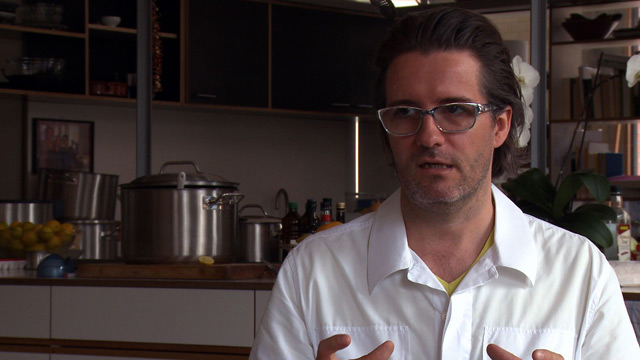
Olafur Eliasson, mottagare av Thorvaldsenmedaljen 2013

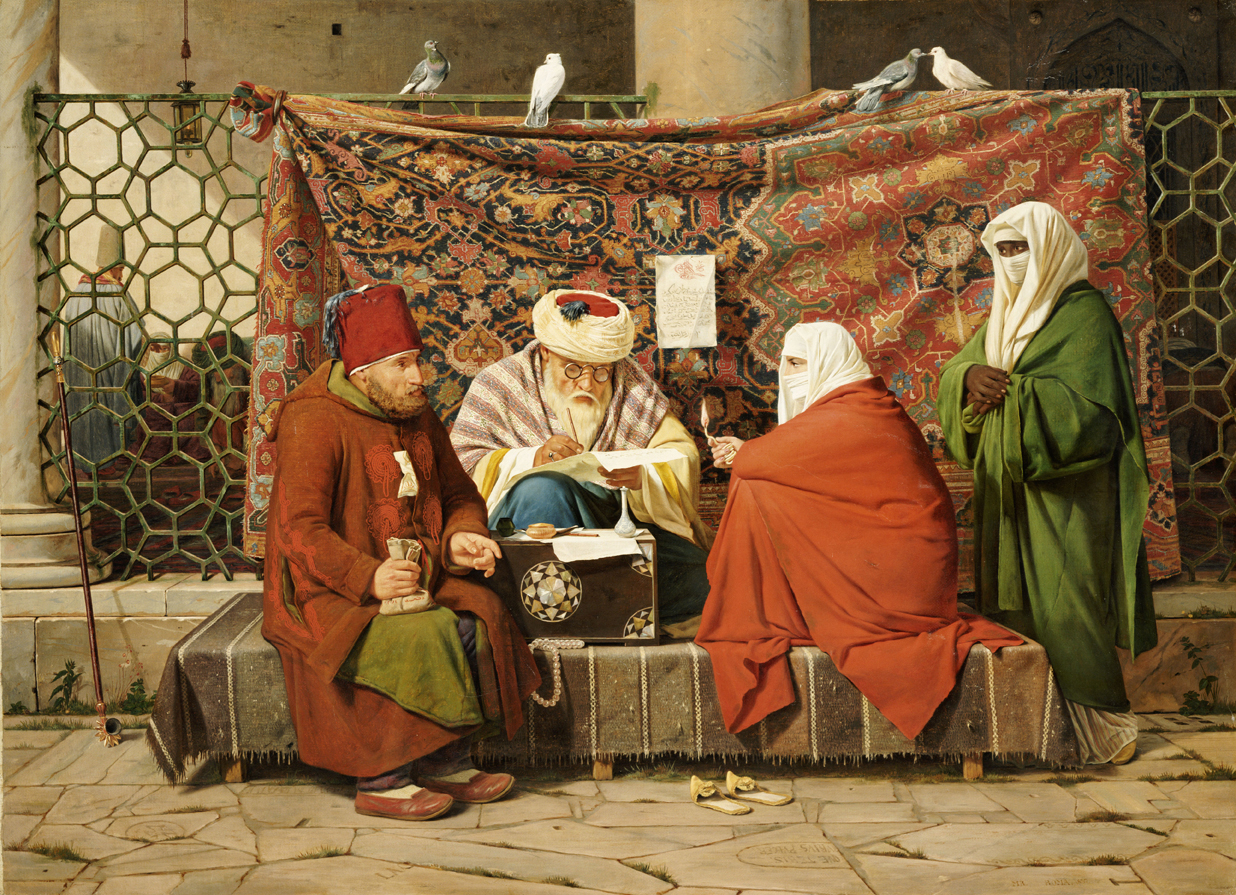
Den förste mottagaren av Thorvaldsenmedaljen, Martinus Rörbye, fick medalen för målningen 'En tyrkisk notar opsætter kontrakt mellem en mand og en kone från 1837

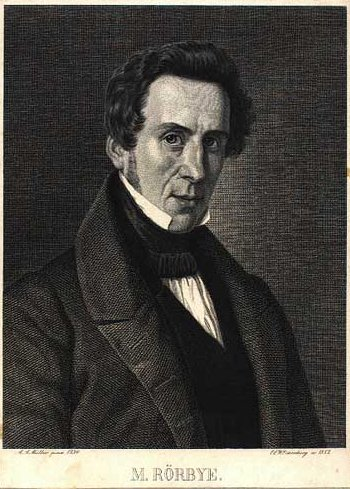
Martinus Rørbye på kopparstick av Erling Eckersberg från Det Kongelige Bibliotek

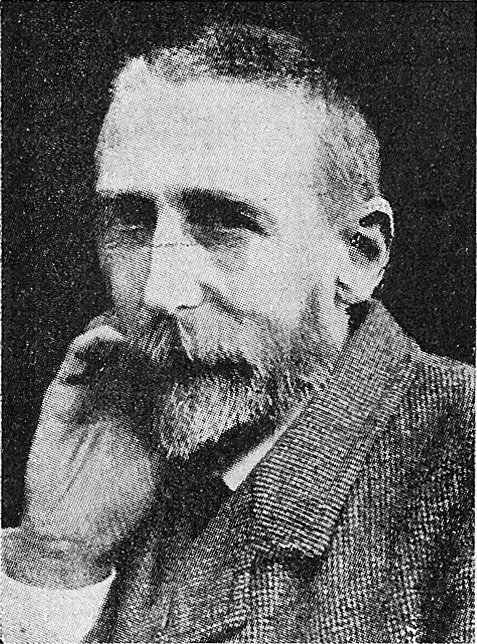
Joakim Skovgaard mottog Thorvaldsenmedaljen 1923 för gobelängen Jomfru i Fugleham till den stora bröllopssalen i Köpenhamns rådhus

Thorvaldsenmedaljen är en  dansk hedersbevisning till danska konstnärer, som delas ut av Det Kongelige Akademi for de Skønne Kunster.
Medaljen delas ut som Det Kongelige Danske Kunstakademis förnämsta utmärkelse vid akademins årliga fest på Frederik Vs födelsedag den 31 mars.
Medaljens framsida visar ett porträtt av skulptören Bertel Thorvaldsen i profil. Runt huvudet finns en bård med motiv från Thorvaldsens Alexanderfrise (Alexander den stores intåg i Babylon). Baksidan visar en symbolisk framställning av mottagandet av Thorvaldsens verk i Danmark, efter transport från Rom.
Medaljen instiftades av kung Christian VIII 1837, är formgiven av skulptören Christen Christensen och utförd i silver. Det var meningen att Thorvaldsen själv skulle ta emot det första exemplaret vid sin återkomst från Rom 1838. Det blev dock framställningsproblem och den första medaljen kunde präglas först 1848.
Enligt de första riktlinjerna från 1838 skulle medaljen utdelas för "de heldigste Arbeider, der aarligen offentligen udstilles i Akademiet". Medaljen instiftades som Udstillings-Medaille i avsikt att löna utställda verk i Vårutställningen i Charlottenborg. År 1866 döptes den om till den Thorvaldsenske Udstillings-Medaille och 1923 fick den nuvarande namn.

## Mottagare i urval
- 2020 – bildkonstnären Poul Pedersen
- 2019 – bildkonstnären Eric Andersen (född 1943)
- 2018 – bildkonstnären Lone Høyer Hansen (född 1950)
- 2017 – bildkonstnären Finn Reinbothe (född 1953)
- 2016 – målaren Jesper Christiansen (född 1955), målaren Erik August Frandsen (född 1957) och bildkonstnären Jytte Høy (född 1951)
- 2015 - fotografen Per Bak Jensen (född 1949) och skulptören Viera Collaro (född 1946)
- 2014 - skulptören Martin Erik Andersen (född 1964)[2]
- 2013 – bildkonstnären Kirsten Delholm och skulptören Olafur Eliasson
- 2012 – bildkonstnären och fotografen Kirsten Klein
- 2011 – skulptören Eva Koch och målaren Freddie A. Lerche
- 2010 – skulptörerna Elisabeth Toubro och Morten Stræde
- 2009 – skulptören Christian Lemmerz
- 2008 – målaren Erik Hagens
- 2006 – målaren Jørgen Koefoed Rømer
- 2005 – skulptören Kirsten Justesen och målaren Jytte Rex
- 2004 – målaren Troels Wörsel
- 2003 – skulptören Ingvar Cronhammar
- 2002 – skulptören Kirsten Ortwed
- 2001 – målaren Ole Sporring
- 2000 – skulptören Thomas Bang, skulptören Kirsten Lockenwitz och målaren Ingálvur av Reyni
- 1999 – målaren Jørgen Boberg och skulptören Torben Ebbesen
- 1998 – målaren Stig Brøgger
- 1997 – skulptören John Olsen och målaren Richard Winther
- 1996 – skulptören Bjørn Nørgaard
- 1995 – målaren Sven Havsteen-Mikkelsen
- 1992 – skulptörerna Egon Fischer och Hein Heinsen
- 1991 – målaren Ib Geertsen
- 1990 – målaren Christian Daugaard
- 1989 – målaren Jørn Larsen
- 1988 – målaren Albert Mertz
- 1987 – målaren och skulptören Per Kirkeby
- 1986 – målarna Rasmus Nellemann, Frede Christoffersen och Else Fischer-Hansen
- 1985 – skulptören Ib Braase
- 1984 –  målarna Mogens Andersen, Arne Haugen Sørensen och Jane Muus
- 1983 –  målaren Kasper Heiberg
- 1980 –  målaren Gunnar Aagaard Andersen
- 1979 –  målarna Jørgen Haugen Sørensen och Dan Sterup-Hansen
- 1978 –  målarna Sven Dalsgaard, Ole Kielberg och Ole Schwalbe
- 1977 –  skulptören Bent Sørensen och målaren Franciska Clausen
- 1976 –  skulptören Gottfred Eickhoff och målaren Anna Klindt Sørensen
- 1975 –  skulptören Gunnar Westman
- 1974 –  målaren Søren Georg Jensen
- 1973 –  målaren Else Alfelt, målaren Karl Bovin, och skulptören Willy Ørskov
- 1972 –  målaren Søren Hjorth Nielsen och skulptören Erik Thommesen
- 1971 –  målaren Karl Agger, målaren Peter Alsing Nielsen och skulptören Sonja Ferlov Mancoba
- 1969 eller 1970 – målaren Paul Gadegaard
- 1969 –  målaren Ejler Bille
- 1968 –  målaren Richard Mortensen, skulptören Knud Nellemose och målaren Povl Christensen
- 1967 –  målaren Henry Heerup, målaren Lauritz Hartz och skulptören Robert Jacobsen
- 1966 –  målarna Harald Leth och Svend Johansen
- 1965 –  skulptören Jørgen Gudmundsen-Holmgreen och målaren Niels Lergaard
- 1964 –  målaren Georg Jacobsen
- 1963 –  målaren Carl-Henning Pedersen, målaren Palle Nielsen och skulptören Axel Poulsen
- 1961 –  målaren Erik Hoppe
- 1960 –  skulptören Henrik Starcke
- 1957 –  målaren William Scharff
- 1956 – målaren Laura Brun-Pedersen
- 1954 –  skulptören Astrid Noack
- 1952 –  målaren Elof Risebye och arkitekten Ole Søndergaard
- 1951 –  målaren Ebba Carstensen
- 1950 –  skulptörena Adam Fischer och Jean Gauguin (den senare avsade sig utmärkelsen)
- 1948 –  skulptören Rasmus Harboe och målaren Jais Nielsen
- 1947 –  J.F. Willumsen
- 1946 –  Jens Søndergaard och Aksel P. Jensen
- 1944 –  Einar Utzon-Frank, Johannes Bjerg, Svend Hammershøi och Hans Knudsen
- 1943 –  målaren Oluf Høst
- 1942 –  målaren Olaf Rude
- 1941 –  målarna Aksel Jørgensen och Johannes Larsen
- 1940 –  skulptören Mogens Bøggild och målaren Sigurd Swane
- 1937 –  målaren Niels Skovgaard och skulptören Gerhard Henning
- 1936 –  skulptören Niels Hansen Jacobsen
- 1934 –  målaren Johan Rohde
- 1933 –  målaren Niels Larsen Stevns
- 1932 –  skulptören Anne Marie Carl Nielsen
- 1930 –  skulptören Carl Bonnesen
- 1927 –  målaren Fritz Syberg
- 1925 –  målaren Karl Jensen
- 1923 –  Joakim Skovgaard och Poul S. Christiansen
- 1919 –  Vilhelm Tetens
- 1918 –  Herman Vedel
- 1915 –  Theodor Philipsen
- 1913 –  Ejnar Nielsen
- 1907 –  Bertha Dorph
- 1906 –  L.A. Ring
- 1899 –  Ludvig Brandstrup
- 1896 –  Michael Ancher
- 1893 –  Julius Paulsen
- 1887 – Otto Haslund, Michael Therkildsen och Carl Thomsen
- 1886 –  målaren Viggo Johansen
- 1884 – August Jerndorff och Christian Zacho
- 1883 – Frants Henningsen, Thorvald Niss och Bertha Wegmann
- 1882 –  målaren P.S. Krøyer
- 1872 –  målaren Otto Bache
- 1871 – Janus la Cour
- 1867 – Carl Neumann
- 1861 –  Christen Dalsgaard
- 1860 –  William Hammer, Frederik Vermehren och Theobald Stein
- 1853 –  Julius Exner
- 1849 – målaren Godtfred Rump
- 1847 – Jens Adolf Jerichau
- 1846 –  målaren Anton Melbye
- 1845 – målaren P.C. Skovgaard
- 1843 – J.V. Gertner
- 1842 – Bertel Thorvaldsen
- 1841 – Wilhelm Marstrand
- 1838 –  målaren Martinus Rørbye